# Sivatagi pacsirta
A sivatagi pacsirta (Ammomanes deserti) a madarak osztályának verébalakúak (Passeriformes) rendjébe és a pacsirtafélék (Alaudidae) családjába tartozó faj.

## Rendszerezése
A fajt Martin Hinrich Carl Lichtenstein német ornitológus írta le 1823-ban, az Alauda nembe Alauda deserti néven.

## Alfajai
- Ammomanes deserti payni (Hartert, 1924) – Marokkó, délnyugat-Algéria;
- Ammomanes deserti algeriensis (Sharpe, 1890) – észak-Algéria, Tunézia, északnyugat-Líbia;
- Ammomanes deserti mya (Hartert, 1912) – közép-Algéria;
- Ammomanes deserti geyri (Hartert, 1924) – Mauritánia, dél-Algéria, északnyugat-Niger;
- Ammomanes deserti whitakeri (Hartert, 1911) – délkelet-Algéria, délnyugat-Líbia, északnyugat-Csád;
- Ammomanes deserti kollmanspergeri (Niethammer, 1955) – északkelet-Csád, nyugat-Szudán;
- Ammomanes deserti isabellina (Temminck, 1823) – észak-Egyiptom, dél- és kelet-Izrael, dél-Jordánia, északnyugat-Szaúd-Arábia, dél-Irak;
- Ammomanes deserti deserti (M. H. K. Lichtenstein, 1823) – kelet-Egyiptom, kelet-Szudán;
- Ammomanes deserti erythrochroa (Reichenow, 1904) – nyugat-Csád, észak-Szudán;
- Ammomanes deserti samharensis (Shelley, 1902) – kelet-Szudán, Eritrea, kelet-Szaúd-Arábia;
- Ammomanes deserti assabensis (Salvadori, 1902) – Etiópia, északnyugat-Szomália;
- Ammomanes deserti akeleyi (Elliot, 1897) – észak-Szomália;
- Ammomanes deserti coxi (Meinertzhagen, 1923) – dél-Törökország, Szíria, észak-Irak;
- Ammomanes deserti annae (Meinertzhagen, 1923) – Jordánia;
- Ammomanes deserti azizi (Ticehurst & Cheesman, 1924) – északkelet-Szaúd-Arábia;
- Ammomanes deserti saturata (Ogilvie-Grant, 1900) – Jemen;
- Ammomanes deserti insularis (Ripley, 1951) – Bahrein;
- Ammomanes deserti taimuri (Meyer de Schauensee & Ripley, 1953) – Omán;
- Ammomanes deserti cheesmani (Meinertzhagen, 1923) – kelet-Irak, nyugat-Irán;
- Ammomanes deserti darica (Koelz, 1951) – délnyugat-Irán;
- Ammomanes deserti parvirostris (Hartert, 1890) – nyugat-Türkmenisztán;
- Ammomanes deserti orientalis (Zarudny & Loudon, 1904) – északkelet-Irán, dél-Türkmenisztán, dél-Üzbegisztán, dél-Tádzsikisztán, észak-Afganisztán;
- Ammomanes deserti iranica (Zarudny, 1911) – kelet-Irán, délnyugat-Afganisztán, nyugat-Pakisztán;
- Ammomanes deserti phoenicuroides (Blyth, 1853) – délkelet-Afganisztán, kelet-Pakisztán, északnyugat-India.

## Előfordulása
Észak- és Északkelet-Afrika legnagyobb részén, valamint Nyugat-Ázsia és Közép-India területein honos. Kóborlásai során Dél-Európába is elvetődik.
Természetes élőhelyei a mérsékelt övi erdők és cserjések, valamint szubtrópusi és trópusi cserjések és forró sivatagok, sziklás környezetben. Állandó, nem vonuló faj.

## Megjelenése
Testhossza 17 centiméter, testtömege 20-30 gramm. Tollazata fölül szürkés fahéjbarna, farcsíkja rozsdás vörhenyes, alól fakó barnásfehér. Fültájéka, begye, oldala, alsó fark és alsó szárnyfedői halovány, vörhenyes sárgásbarnák. Evező- és farktollai olajbarnák, az előbbiek külső szegélye rozsdás fahéjvörhenyes, a két szélső farktoll a vége kivételével rozsdás fakósárgásbarna. Szeme barna, csőre szarubarnás, a lába sötétbarna.

## Életmódja
Igen gyors futó, ügyes és fürge repülő, bár repülése kissé lebegő. Rendes hívogatója olyan mélabús, hogy szinte észre se vesszük, hogy voltaképpen milyen kellemes hang.

## Szaporodása
Elterjedésének északi részein márciustól májusig, a déli részein februártól áprilisig, Szomáliában áprilistól júniusig költ, általában évente kétszer. Monogám. Fészekalja 3-4 tojásból áll.
|  |

## Természetvédelmi helyzete
Az elterjedési területe rendkívül nagy, egyedszáma pedig növekszik. A Természetvédelmi Világszövetség Vörös listáján nem fenyegetett fajként szerepel.